# Grevbäcks ekhagar
Grevbäcks ekhagar är ett naturreservat vid Grevbäck omkring sex kilometer norr om Hjo i Västra Götalands län.
Området är naturskyddat sedan 2017 och är 68 hektar stort. Reservatet omfattar en östsluttning ner mot Vättern med Målarsbäcken mitt i området.  Reservatet består av betesmark med gamla och grova ekar, lövsumpskog och ädellövskog.